# John Paul Young
John Paul Young (Glasgow, 21 juni 1950) is een, in Schotland geboren, Australisch zanger.

## Levensloop en carrière
Young werd geboren in Glasgow als John Inglis Young. Op zijn elfde verhuisde zijn familie naar Australië. In 1967 richtte hij, samen met enkele vrienden, de band Elm Tree op. In 1972 speelde Young de hoofdrol in de musical Jesus Christ Superstar. Dit werd een succes. In 1972 tekende hij een contract als soloartiest. Zijn eerste single was Pasadena. In 1975 en 1976 bereikte hij tweemaal de eerste plaats van de hitlijsten in Zuid-Afrika met de nummers Yesterday's Hero en I Hate The Music. Zijn succesvolste jaar was 1977, toen hij 2 grote hits had: Standing In The Rain en Love Is In The Air.

## Discografie
| Single met hitnotering(en) in de Vlaamse Ultratop 50 | Datum van verschijnen | Datum van binnenkomst | Hoogste positie | Aantal weken | Opmerkingen                        |
| ---------------------------------------------------- | --------------------- | --------------------- | --------------- | ------------ | ---------------------------------- |
| Standing In The Rain                                 | 1976                  | 15-10-1977            | 2               | 11           | in de Radio 2 Top 30               |
| Love Is in the Air                                   | 1977                  | 24-12-1977            | 3               | 11           | in de Radio 2 Top 30 / Alarmschijf |
| Lost In Your Love                                    | 1978                  | 11-11-1978            | 24              | 3            | in de Radio 2 Top 30               |
| Love Is In The Air (Milk & Sugar vs. John Paul Young | 2005                  |                       | tip5            |              |                                    |

| Single met eventuele hitnotering(en) in de Nederlandse Top 40 | Datum van verschijnen | Datum van binnenkomst | Hoogste positie | Aantal weken | Opmerkingen |
| ------------------------------------------------------------- | --------------------- | --------------------- | --------------- | ------------ | ----------- |
| Standing In The Rain                                          | 1976                  | 24-09-1977            | 3               | 10           |             |
| Love Is In The Air                                            | 1977                  | 24-12-1977            | 9               | 7            |             |
| Lost In Your Love                                             | 1978                  | 11-11-1978            | 37              | 5            |             |

### NPO Radio 2 Top 2000
| Nummer met noteringen in de NPO Radio 2 Top 2000 | '99  | '00  | '01  | '02  | '03 | '04  |
| ------------------------------------------------ | ---- | ---- | ---- | ---- | --- | ---- |
| Love Is in the Air                               | 1663 | 1848 | 1935 | 1950 | -   | 1966 |

1. ↑  Een '-' betekent dat het nummer niet was genoteerd en een vetgedrukt getal geeft de hoogste notering aan.
2. ↑  Deze tabel is bijgewerkt tot en met de laatste editie (2024).

- Biblioteca Nacional de España: XX862915
- Bibliothèque nationale de France: cb14001681f (data)
- Gemeinsame Normdatei: 134562763
- International Standard Name Identifier: 0000 0001 0922 6442
- Library of Congress Control Number: n95057600
- MusicBrainz: 2af13455-6062-473c-af2a-804a0ac7f641
- Nationale Bibliotheek van Israël: 987007364372005171
- Nationale Bibliotheek van Polen: a0000003525718
- Virtual International Authority File: 88078465
- WorldCat: E39PBJycQvkbVTRQXkx9HMyjmd